# Eric Bentley
Eric Russell Bentley (Bolton, 14 de septiembre de 1916-Nueva York, 5 de agosto de 2020) fue un crítico de teatro, dramaturgo, cantante, editor y traductor estadounidense nacido en Reino Unido. En 1998, fue incluido en el Salón de la Fama del Teatro Americano. También fue miembro del Salón de la Fama del Teatro de Nueva York, en reconocimiento a sus muchos años de actuaciones de cabaret.

## Biografía
Nació en Bolton, Lancashire, hijo de Laura Evelyn y Fred Bentley. Asistió al University College de la Universidad de Oxford, donde sus tutores fueron J. R. R. Tolkien y C. S. Lewis; se licenció en inglés en 1938. Posteriormente asistió a la Universidad de Yale donde obtuvo una maestría en 1939, un doctorado en 1941 y además recibió el Premio John Addison Porter. Enseñó Historia y Drama durante la sesión de verano de 1942 en Black Mountain College, así como de 1943 a 1944.
A partir de 1953, enseñó en la Universidad de Columbia y fue crítico de teatro para The New Republic. Se hizo conocido por su estilo directo de crítica teatral y fue amenazado con demandas tanto de Tennessee Williams como de Arthur Miller por sus críticas desfavorables a su trabajo. De 1960 a 1961, Bentley fue profesor Charles Eliot Norton en la Universidad de Harvard.
En 1968, firmó el compromiso de protesta contra los impuestos de guerra de escritores y editores, prometiendo rechazar el pago de impuestos en protesta contra la guerra de Vietnam.
Su obra The Red, White, and Black fue producida en La MaMa Experimental Theatre Club en 1971 en colaboración con la División de Teatro de la Escuela de Artes de la Universidad de Columbia. A partir de 1975, Andrei Serban dirigió múltiples producciones de la traducción de Bentley de El alma buena de Szechwan de Brecht en La MaMa, con música de Elizabeth Swados. A la producción de 1975 le siguió una producción en 1976 y otra producción en 1978. The Great Jones Repertory Company también llevó el espectáculo de gira a Europa en 1976.
Escribió numerosos libros de crítica teatral. Además, editó The Importance of Scrutiny (1964), una colección de Scrutiny: A Quarterly Review y Thirty Years of Treason: Excerpts from Hearings Before the House Committee on Un-American Activities, 1938–1968 (1971). Su obra más producida, Are You Now Or Have You Ever Been: The Investigations of Show-Business by the Un-American Activities Committee 1947–1958 (1972), se basó en las transcripciones del Comité de Actividades Antiestadounidenses de la Cámara de Representantes recopiladas en Thirty Years of Treason.
Fue elegido miembro de la Academia Estadounidense de Artes y Ciencias en 1969. Ese mismo año hizo pública su homosexualidad. En una entrevista en The New York Times el 12 de noviembre de 2006, dijo que estuvo casado dos veces antes de salir del armario a los 53 años, momento en el que dejó su puesto como profesor Brander Matthews de literatura dramática en Columbia para concentrarse en su escritura. Citó su homosexualidad como una influencia en su obra teatral, especialmente en su obra Lord Alfred's Lover, basada en la vida de Oscar Wilde.
Ganó un premio Obie por su trayectoria en teatro del American Theatre Wing en 2006 y un premio Robert Chesley en 2007.
Bentley se convirtió en ciudadano estadounidense en 1948 y había vivido en Nueva York durante muchos años en el momento de su muerte. Cumplió 100 años el 14 de septiembre de 2016. Falleció en su casa de Manhattan el 5 de agosto de 2020, a la edad de 103 años.